# Aneura pinguis
Aneura pinguis là một loài rêu trong họ Aneuraceae. Loài này được L. Dumort. mô tả khoa học đầu tiên năm 1822.